# Ceriagrion cerinorubellum
Ceriagrion cerinorubellum е вид водно конче от семейство Coenagrionidae. Видът не е застрашен от изчезване.

## Разпространение
Разпространен е в Бангладеш, Бруней, Виетнам, Индия, Индонезия (Калимантан, Суматра и Ява), Камбоджа, Лаос, Малайзия (Западна Малайзия, Сабах и Саравак), Мианмар, Пакистан, Сингапур, Тайланд, Филипини и Шри Ланка.

## Описание
Популацията на вида е стабилна.